# Larajasse
Larajasse é uma comuna francesa na região administrativa de Auvérnia-Ródano-Alpes, no departamento de Ródano. Estende-se por uma área de 33,61 km². Em 2010 a comuna tinha 1 878 habitantes (densidade: 55,9 hab./km²).